# Ray Merrick

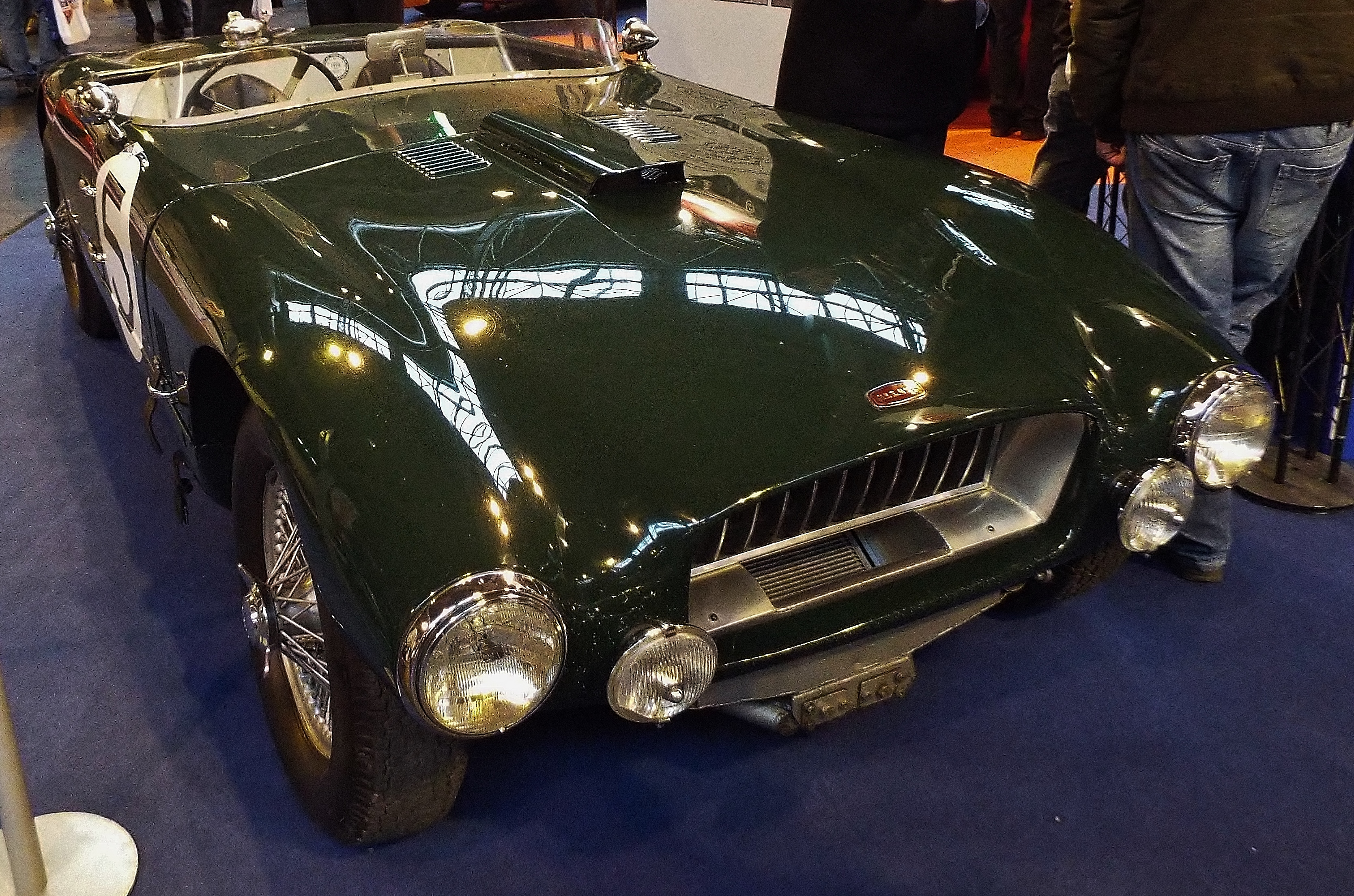
Der von Ray Merrick beim 24-Stunden-Rennen von Le Mans 1953 gefahrene Allard J2R

Raymond William „Ray“ Merrick (* 1. Februar 1918 in Northfield; † 12. September 2003 in Elston) war ein britischer Autorennfahrer.

## Karriere
Ray Merrick war Ende der 1940er- und zu Beginn der 1950er-Jahre bei einigen Sportwagenrennen aktiv. Zweimal war beim 24-Stunden-Rennen von Le Mans am Start. 1953 fuhr er gemeinsam mit dem späteren General Motors Sportwagen-Entwickler Zora Arkus-Duntov einen Werks-Allard J2R. Der Auftritt endete nach 65 gefahrenen Runden nach einem Motorschaden vorzeitig. Zwei Jahre später er das Rennen auf einem Werks-Kieft. Erneut schied er vorzeitig – diesmal wegen eines Leck im Öltank – aus.
1951 gewann er ein nationales Rennen in Isbley und 1954 beendete er die zur Sportwagen-Weltmeisterschaft zählende RAC Tourist Trophy als 24. der Gesamtwertung.

## Statistik

### Le-Mans-Ergebnisse
| Jahr | Team                 | Fahrzeug   | Teamkollege       | Platzierung | Ausfallgrund |
| ---- | -------------------- | ---------- | ----------------- | ----------- | ------------ |
| 1953 | Allard Motor Company | Allard J2R | Zora Arkus-Duntov | Ausfall     | Motorschaden |
| 1955 | Kieft Cars Ltd.      | Kieft 1100 | Alan Rippon       | Ausfall     | Ölleck       |

### Einzelergebnisse in der Sportwagen-Weltmeisterschaft
| Saison | Team        | Rennwagen   | 1   | 2   | 3   | 4   | 5   | 6   | 7   |
| ------ | ----------- | ----------- | --- | --- | --- | --- | --- | --- | --- |
| 1953   | Allard      | Allard J2R  | SEB | MIM | LEM | SPA | NÜR | RTT | CAP |
| 1953   | Allard      | Allard J2R  | DNF |     |     |     |     |     |     |
| 1954   | Ray Merrick | Triumph TR2 | BUA | SEB | MIM | LEM | RTT | CAP |     |
| 1954   | Ray Merrick | Triumph TR2 |     | 24  |     |     |     |     |     |
| 1955   | Kieft       | Kieft       | BUA | SEB | MIM | LEM | RTT | TAR |     |
| 1955   | Kieft       | Kieft       | DNF |     |     |     |     |     |     |